# Baryxylum
Baryxylum là một chi thực vật có hoa trong họ Đậu.